# Jeanne Eder-Schwyzer
Pour les articles homonymes, voir Eder.
Jeanne Eder-Schwyzer (2 mars 1894 - 24 octobre 1957) est une activiste féministe et femme politique suisse, présidente du Conseil international des femmes de 1947 à 1957.

## Jeunesse et formation
Jeanne Eder-Schwyzer naît le 2 mars 1894 à New York. Elle est la fille du docteur Fritz Schwytzer. Elle étudie la chimie à l'université de Zurich et obtient son doctorat en 1919. Elle épouse en 1920 Robert Eder (1885-1944), professeur de pharmacognosie, chimie pharmaceutique et toxicologie et directeur de l'Institut pharmaceutique de l'EPFZ. Ils ont deux enfants, Monika (physicienne) et Ursula (universitaire spécialiste de Gertrude Stein, connue sous le nom d'Ulla  Dydo).

## Carrière
Elle est l'une des fondatrices d'une maison pour étudiante à Zurich et collabore à l'Exposition suisse du travail des femmes (Schweizerische Ausstellung für Frauenarbeit) de 1928. En 1929, elle soutient la pétition pour le droit de vote des femmes en Suisse et participe aux activités de la Société suisse des femmes universitaires, qu'elle préside de 1935 à 1938. 
En 1935, elle participe à la fondation du groupe des femmes du Parti radical-démocratique, dont elle devient présidente en 1939. Elle est aussi présidente de l'Association pour le droit de vote des femmes du canton de Zurich (1937-1948).
Pendant la Seconde Guerre mondiale, elle dirige le groupe de défense du Service complémentaire féminin, puis le groupe féminin du service de renseignements Schweizerischer Aufklärungsdienst.
Elle préside le IIIe congrès suisse des femmes en 1946 puis participe à la création de l'Institut suisse de recherches ménagères, qui restera en activité jusqu'en 1992. De 1947 à 1957, elle est membre du conseil d'administration de l'Alliance de sociétés féminines suisses (ASF). À ce titre, elle participe à la Commission nationale suisse pour l'UNESCO de 1949 à 1954. 
Jeanne Eder-Schwyzer est présidente du Conseil international des femmes de 1947 jusqu'à sa mort le 24 octobre 1957, à Zürich.